# Antoni Sobik

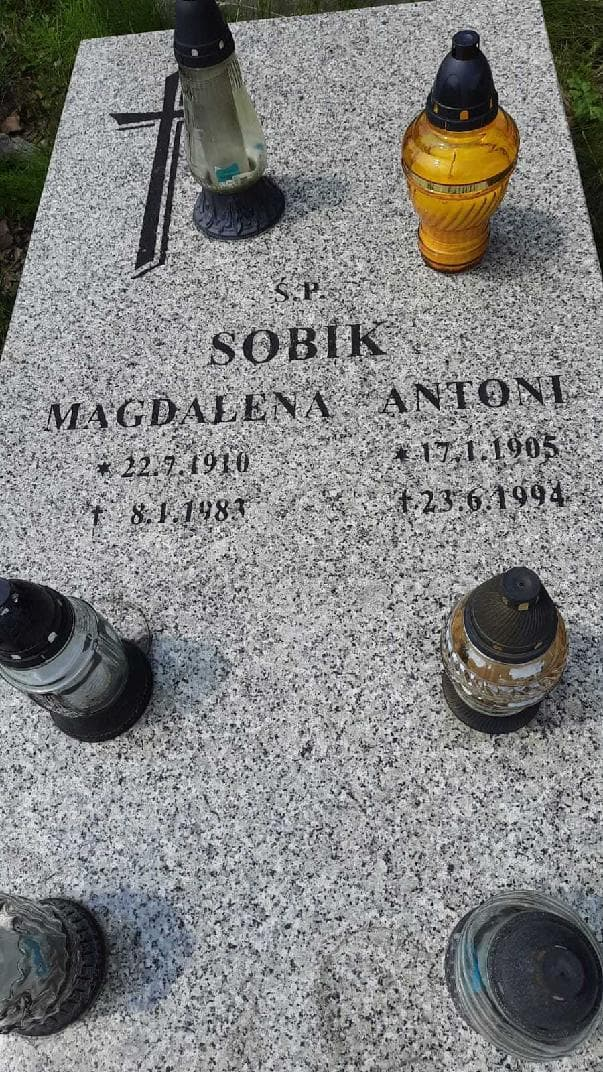
Nagrobek Antoniego Sobika na cmentarzu przy ul Francuskiej w Katowicach

Antoni Sobik (ur. 17 stycznia 1905 w Gotartowicach, zm. 23 czerwca 1994 w Katowicach) – starszy posterunkowy Policji Województwa Śląskiego, szermierz i trener szermierki, dwukrotny olimpijczyk.

## Osiągnięcia w szermierce
Był wszechstronnym sportowcem, ale największe sukcesy odniósł w szermierce, w której startował od 1931 do 1953. Specjalizował się w szabli, choć walczył we wszystkich broniach. Dwukrotnie startował na igrzyskach olimpijskich. W Berlinie (1936) zajął 7. miejsce w indywidualnym turnieju szablistów, a w turnieju drużynowym był wraz z kolegami z reprezentacji czwarty. W Londynie (1948) odpadł w półfinale indywidualnego turnieju szablowego, a w drużynowym polski zespół został sklasyfikowany na 5.-8. miejscu. Sobik startował również w drużynowym turnieju szpadzistów (Polacy odpadli w ćwierćfinale).
W 1934 Sobik był brązowym medalistą mistrzostw świata w Warszawie (oficjalnie zawody tego cyklu rozgrywane są pod tą nazwą dopiero od 1937) w drużynowym turnieju w szabli, a na mistrzostwach świata w Budapeszcie (1933) zajął w drużynie 4. miejsce.
Ośmiokrotnie był indywidualnym mistrzem Polski:
- szabla - 1936, 1947, 1948[3], 1949
- szpada - 1936
- floret - 1937, 1939, 1949

Siedem razy zdobył tytuł drużynowego mistrza Polski: w szpadzie (1935, 1950), szabli (1947, 1948, 1949 i 1950) oraz we florecie (1951).
Był zawodnikiem klubów katowickich: Policyjnego (1931-1939), Pogoni (1945-1950) i Baildonu (1952-1953).

## Osiągnięcia lekkoatletyczne
Sobik uprawiał także lekkoatletykę w latach 1920-1938. Był dwukrotnym wicemistrzem Polski w biegu na 400 metrów przez płotki (w 1933 i 1934) oraz dwukrotnym brązowym medalistą w sztafecie 4 × 400 metrów w 1934 i 1937. Poza tym osiem razy wystąpił w finałach mistrzostw Polski.
Jako lekkoatleta reprezentował kluby Sokół Żory (1920-1928), Sokół Bydgoszcz (1928-1929), Policyjny Klub Sportowy Katowice (1930) i Stadion Chorzów (1931-1938).

## Osiągnięcia trenerskie
Będąc jeszcze czynnym zawodnikiem rozpoczął pracę jako trener szermierki w klubie Baildon Katowice. W 1956 uzyskał uprawnienia trenera 1. klasy, a w 1970 klasy mistrzowskiej. Współpracownik trenera kadry narodowej szablistów Janosa Keveya. Był przewodniczącym Rady Trenerów Polskiego Związku Szermierczego w latach 1964-1968. Trenował kadrę narodową szermierzy Maroka (1971-1973). Był także sędzią szermierczym.
W 1980 otrzymał honorowe członkostwo Polskiego Związku Szermierczego.
Od 1995 jest rozgrywany Memoriał Antoniego Sobika w szabli (początkowo w Katowicach, potem także w Rybniku i Gliwicach).